# Gasherbrum V
Der Gasherbrum V ist ein 7147 m hoher Berg in der Gasherbrum-Gruppe im Karakorum.

## Lage
Er liegt südlich des im Hauptkamm gelegenen Gasherbrum IV, mit welchem er über einen Berggrat verbunden ist, und überragt den Oberen Baltorogletscher. Ein Berggrat führt vom Gasherbrum V nach Osten zum Gasherbrum VI. An der Nordostflanke liegt der Südliche Gasherbrumgletscher, an der Nordwestflanke der Westliche Gasherbrumgletscher.

## Besteigungsgeschichte
Am 1. August 1975 erreichte eine japanische Expedition als erste den 7102 m hohen Ostgipfel.
Der Hauptgipfel wurde erst im Jahr 2014 erstbestiegen.

## Name
Während die vier höchsten Gasherbrum-Gipfel schon seit dem 19. Jahrhundert mit Name und Nummer bezeichnet wurden, galt der Gasherbrum V (wie sein Nachbar G VI) lediglich als „Gipfel im Südgrat des Gasherbrum IV“. Der Schweizer Geologieprofessor und Himalayaexperte Günter Oskar Dyhrenfurth empfahl, diesen eigenständigen Berg mit einem eigenen Namen zu versehen und schlug im Anschluss an seine Internationale Himalaya-Expedition 1934 die Bezeichnung Gasherbrum V vor, die sich schließlich durchsetzte.

## Nebengipfel
Zwischen Gasherbrum V und IV liegt ein Nebengipfel des Gasherbrum V, der als Gasherbrum V Nord West, in einigen Karten auch als Gasherbrum VII bezeichnet wird. Die Benennung dieses Gipfels geht nicht mehr auf Dyhrenfurth zurück.

## Quelle
- Tabelle mit geografischen Angaben zu allen Bergen in Asien mit mehr als 6500m Höhe (MS Excel; 76 kB)